# California Science Center
Koordinaten: 34° 0′ 56″ N, 118° 17′ 9″ W
Das California Science Center (manchmal auch California ScienCenter) ist eine Bildungseinrichtung und ein Museum im Exposition Park, Los Angeles. Es wird als das größte interaktive Science Center der Westküste bezeichnet. Das California ScienCenter ist eine öffentlich-private Zusammenarbeit zwischen dem Staat Kalifornien und der California Science Center Foundation. Das Museum ist außerdem Teil des Smithsonian Affiliations Programms.
Ursprünglich bekannt unter dem Namen California Museum of Science and Industry, wurde das Museum 1998 umgebaut und umbenannt.
Das California Science Center richtet die California State Science Fair aus.
Ende 2012 erhielt das Center das Space Shuttle Endeavour von der NASA.
Das Shuttle wurde auf einer Boeing 747 montiert nach Los Angeles geflogen und anschließend vom Flughafen (LAX) aus mittels eines Spezialtransporters zum Museumsgelände transportiert. Das Raumfahrzeug steht in einer speziell hierfür errichteten Halle, dem Samuel Oschin Pavilion.

## Auszug aus der Liste der Ausstellungsstücke (Oktober 2012)
Flugzeuge
- Douglas DC-8 Düsenflugzeug
- Lockheed F-104D Starfighter
- Lockheed A-12 Blackbird Oxcart; zweisitziger Jettrainer; Seriennummer 60-6927
- Replika Bell X-1 (Filmrequisite aus Der Stoff, aus dem die Helden sind)
- 1929 Velie Monocoupe
- Northrop T-38 Talon Jettrainer
- Northrop F-20 Tigershark

Bemannte Raumschiffe
- Kapsel für Mercury-Redstone 2, welche den Schimpansen Ham ins All brachte
- Kapsel für Gemini 11
- Apollo-Sojus-Test-Projekt Kommandomodul
- Space Shuttle Endeavour

Unbemannte Raumschiffe
- Prototyp des Viking Lander
- Cassini-Huygens Planetensonde (Mock-up)
- Pioneer 10 Planetensonde
- Mariner IV Planetensonde
- Pioneer-Venus Planetensonde

## Umbau
1993 entschied sich das Museum dazu zu renovieren und sich langfristig von einem reinen Wissenschaftsmuseum in eine wissenschaftliche Bildungseinrichtung zu verwandeln. Diese neue Einrichtung würde dann den Namen California Science Center tragen. Der Plan für diese Veränderungen würde in drei Phasen ausgeführt:

### Phase I
- Umbau des Hauptgebäudes (Howard F. Ahmanson Gebäude).
- Science Plaza – Ausstellungsstücke vor dem Haupteingang.
  - World of Life – Die Wissenschaft des Lebens in fünf Galerien.
  - Creative World – Beleuchtet Technologien des Transportes, der Kommunikation und tragender Strukturen. Es gibt hier eine virtuelle Realität, wo die Besucher virtuellen Sport betreiben können. Außerdem gibt es einen Erdbebensimulator.
  - Special Exhibits gallery – In diesem Bereich gibt es eine Titanic-Ausstellung, eine Magieausstellung und eine Ausstellung über den menschlichen Körper.
  - ExploraStore – Ein Geschäft, welches auf weiterbildende und wissenschaftliche Produkte spezialisiert ist.
- IMAX-Kino – Sieben Stockwerke große IMAX-Leinwand, die größte Los Angeles.
- Phase I wurde 1998 fertiggestellt und eröffnet.

### Phase II
- Neue Parkplätze und Gärten.
- Renovierung und Umbau der historischen Waffenkammer in eine neue Science Center Schule.
- Renovierung des Luft- und Raumfahrtbereichs.
- Ökosysteme.

### Phase III
- Worlds Beyond – geplant.

## Galerie

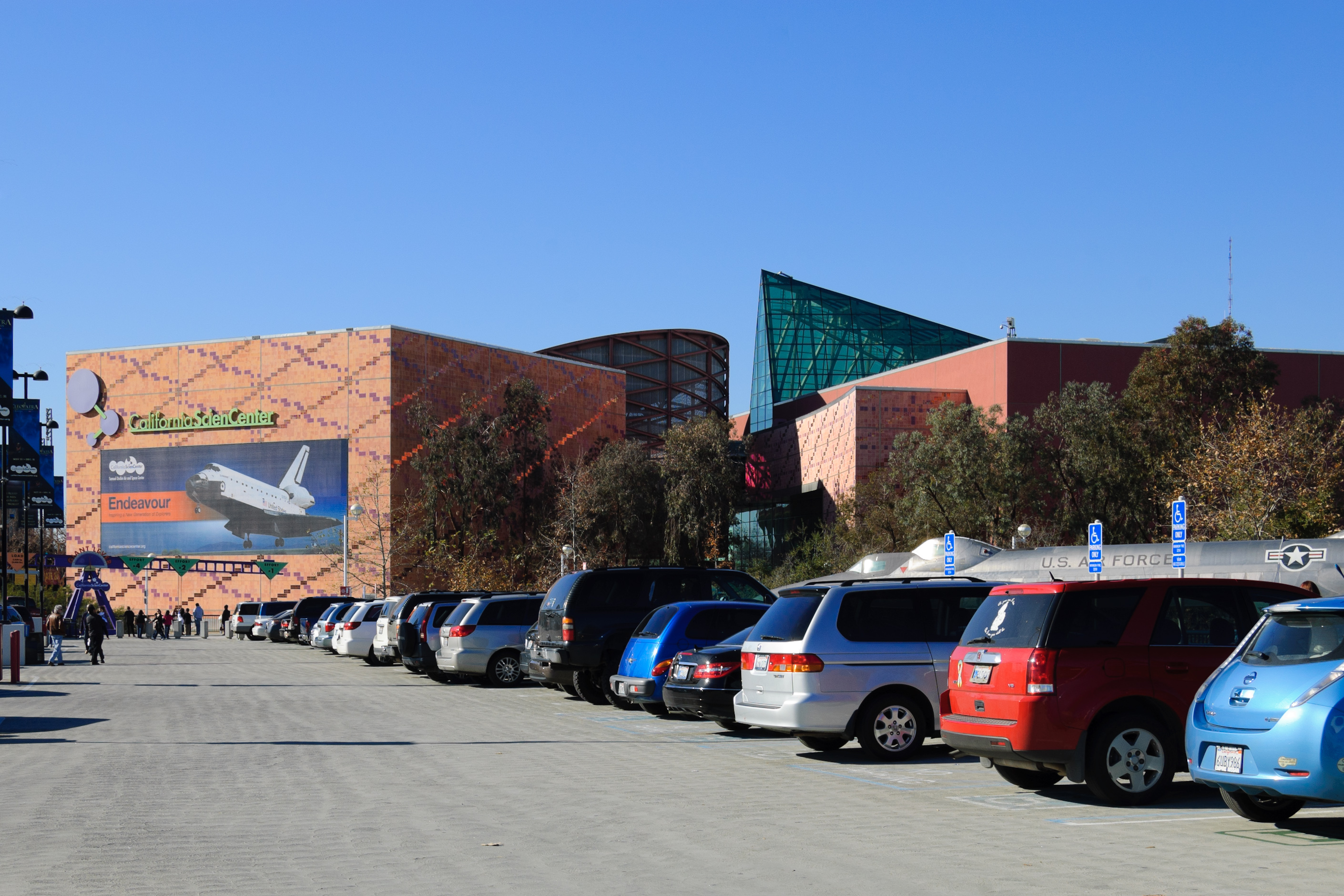
Blick auf das gesamte Gebäude
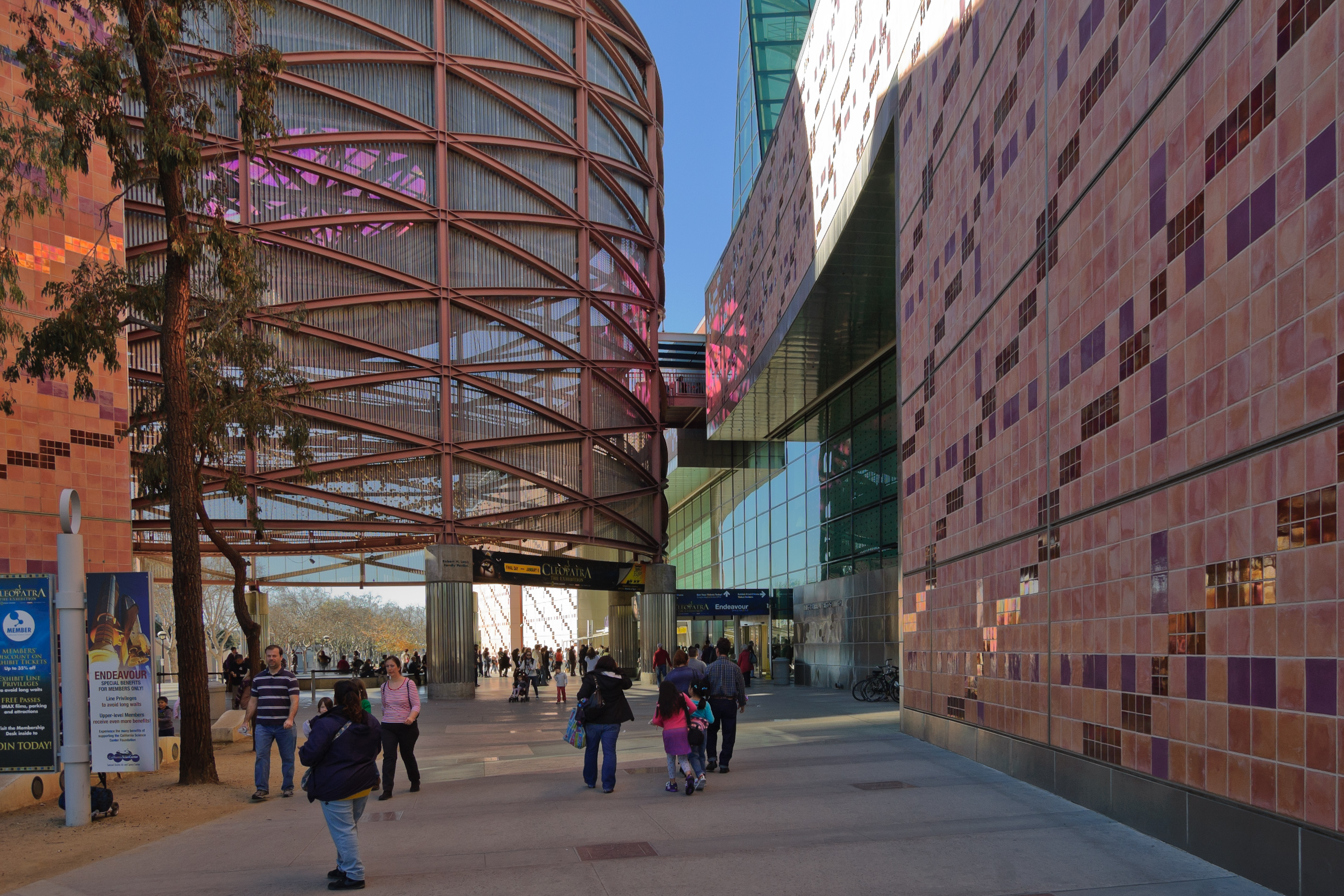
Eingang zum California Science Center mit dem IMAX-Kino auf der linken Seite
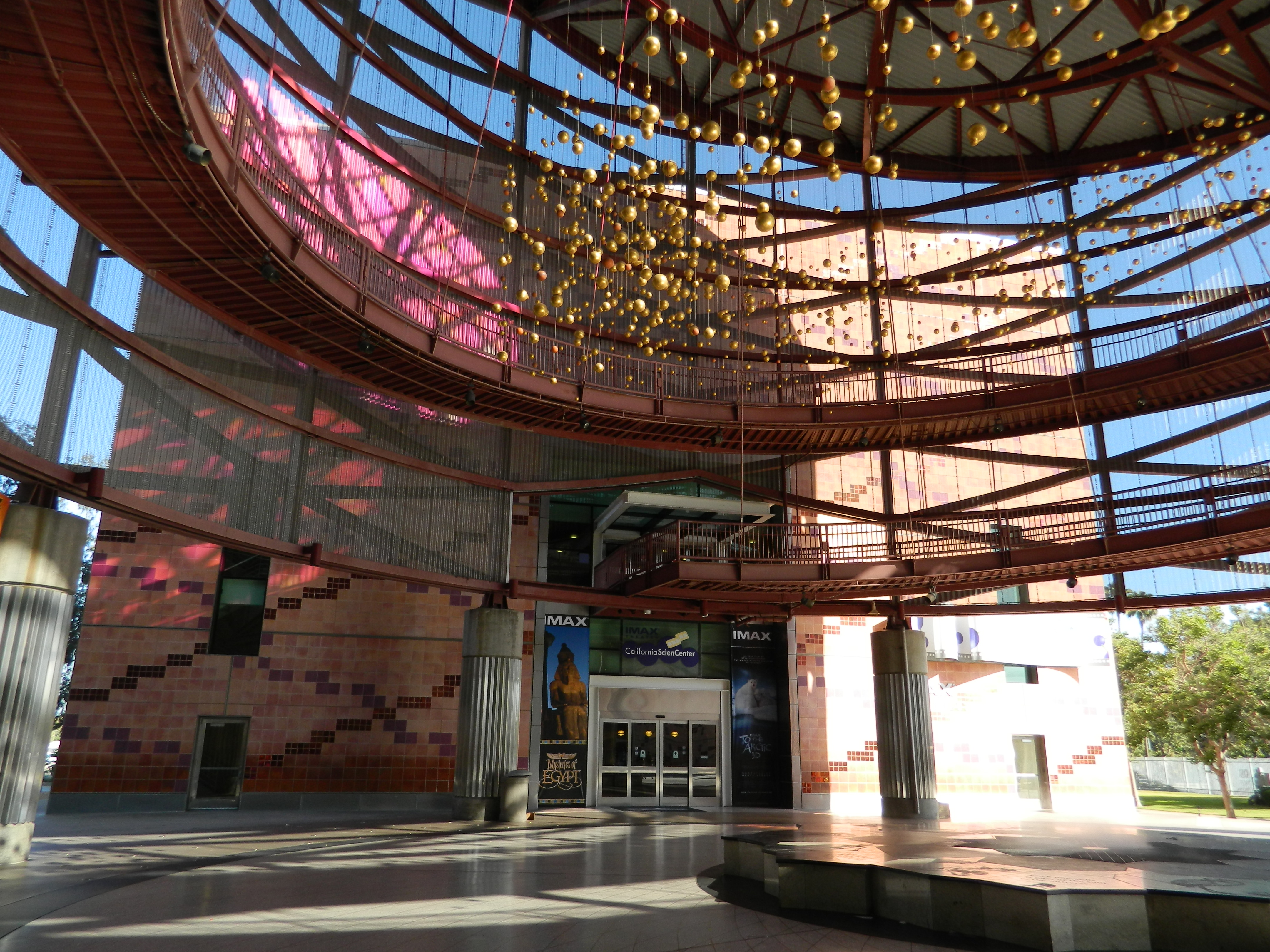
IMAX-Kino des California Science Center
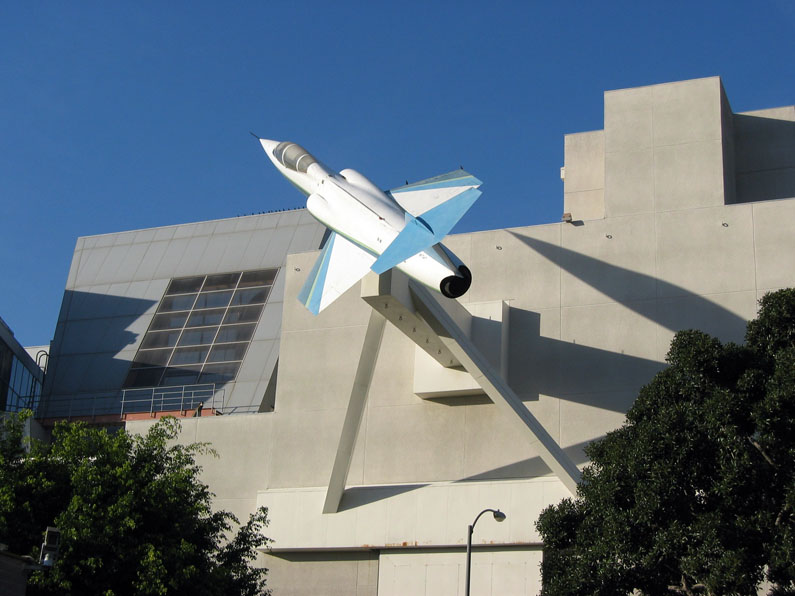
Luft- und Raumfahrtausstellung
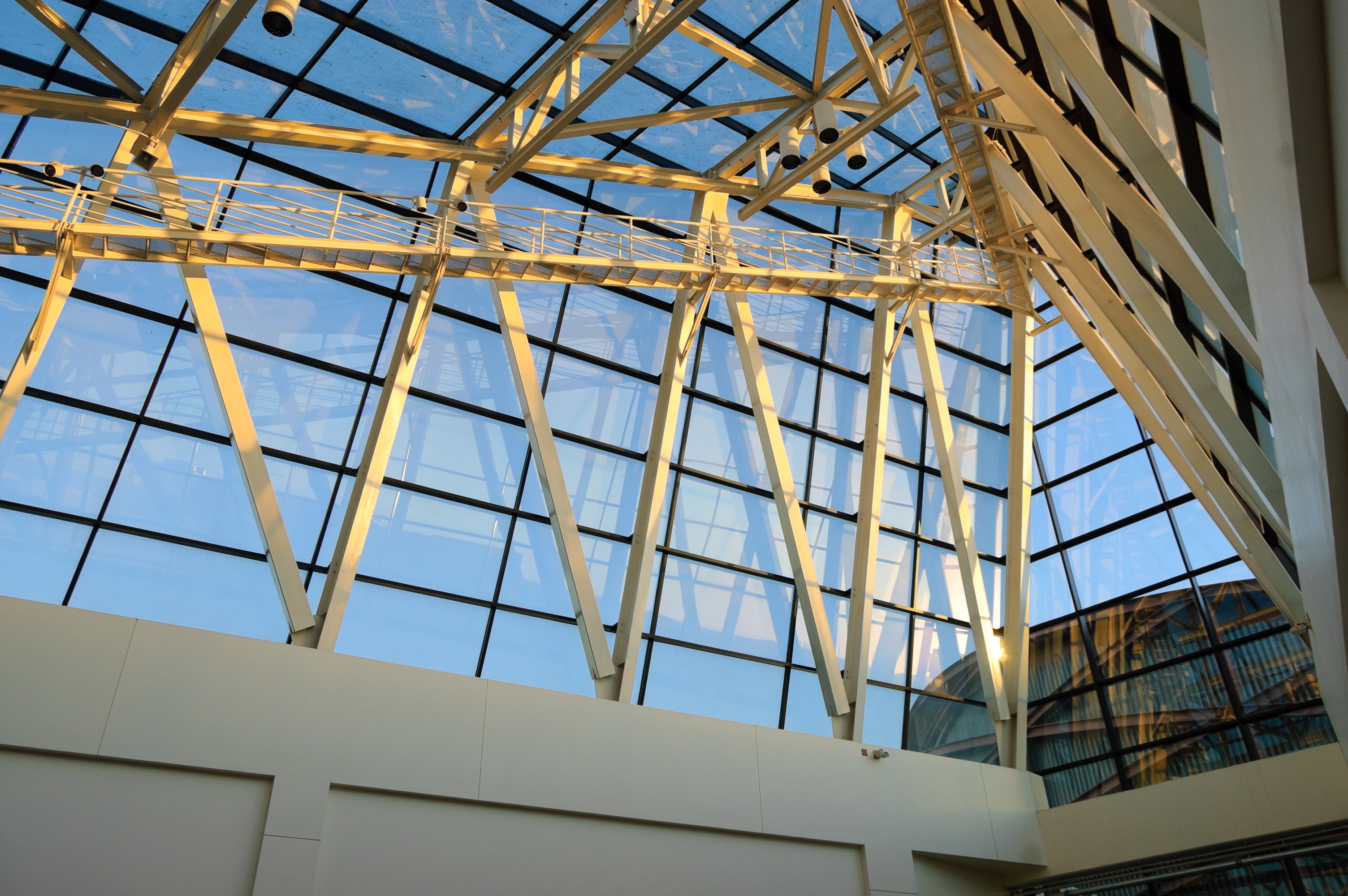
Dach oberhalb der dritten Etage
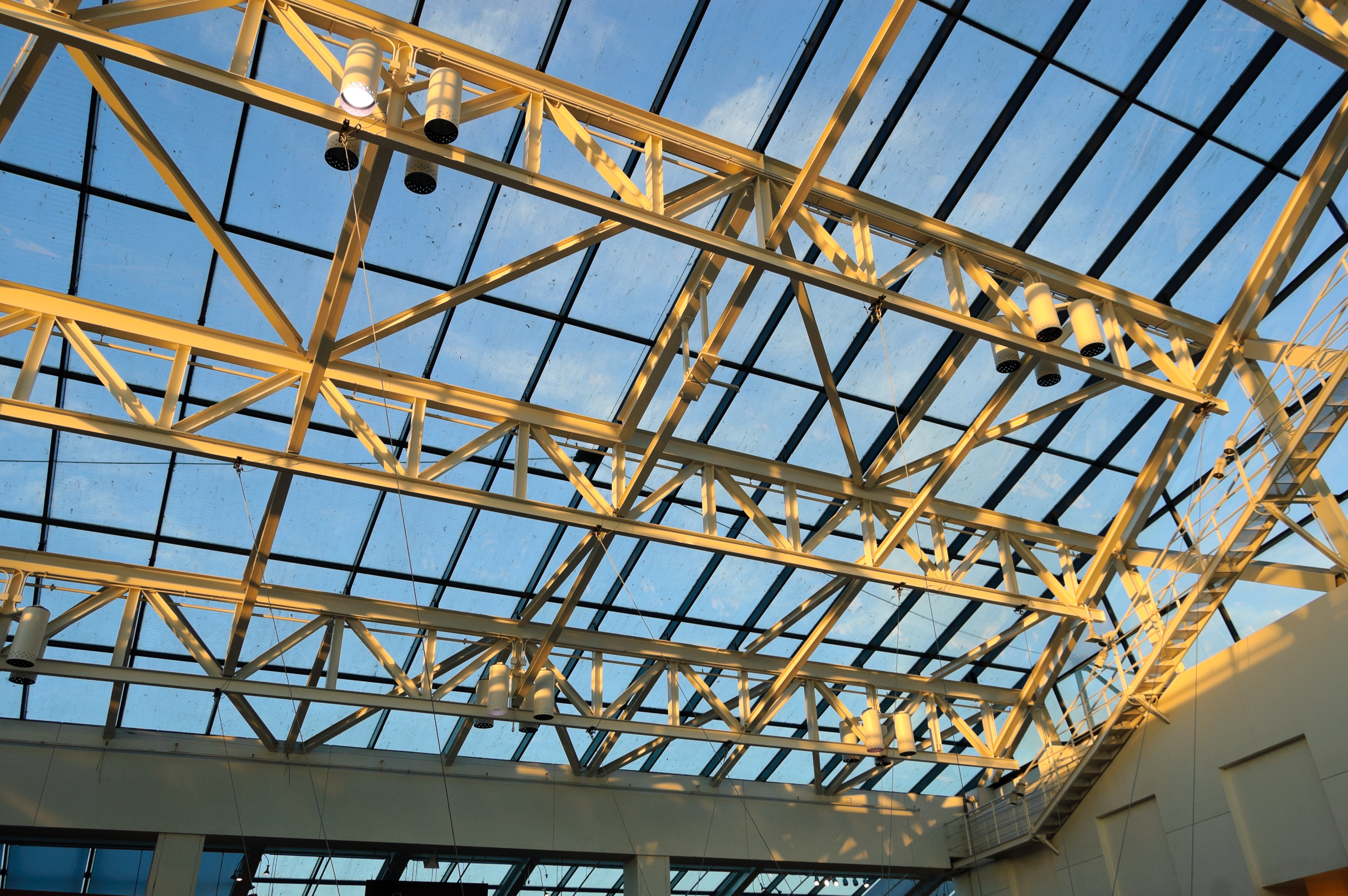
Dach oberhalb der dritten Etage